# منطقه ۴ شهرداری تبریز
شهر تبریز به ۱۰ منطقه شهرداری تقسیم شده است. منطقه ۴ شهرداری تبریز با مساحتی بالغ بر ۲۵٫۴۰ کیلومتر مربع جمعیتی در حدود ۳۱۵ هزار نفر در غرب تبریز واقع شده است.

## تغییرات جمعیتی
منطقهٔ ۴ (غرب) تبریز یکی از مناطق ده‌گانهٔ شهرداری تبریز است. تغییرات جمعیت این منطقه براساس سرشماری‌های اخیر مرکز آمار ایران به شرح زیر است:
| نام منطقه           | جمعیت (۱۳۸۵) | جمعیت (۱۳۹۰) | جمعیت (۱۳۹۵) |
| ------------------- | ------------ | ------------ | ------------ |
| منطقهٔ ۴ (غرب) تبریز | ۳۰۱٬۵۶۱      | ۳۱۶٬۱۲۶      | ۳۱۵٬۱۸۳      |

## محله‌های منطقه ۴ تبریز
محله‌های اصلی غرب تبریز (منطقهٔ ۴) عبارتند از:
1. آخونی
2. احراب (اهراب)
3. اسکویی
4. امیرباغی (باغ امیر)
5. امیرخیز
6. جمشیدآباد
7. چشمه‌لی داغ
8. چوخورلار
9. چوسدوزان (چوستدوزان)
10. حکم‌آباد
11. حیدرآباد
12. رضوانشهر
13. شتیل باغی
14. شهرک شهید بهشتی
15. قره‌آغاج
16. قمتپه (قوم‌تپه)
17. قوروخ باغی
18. کوچه‌باغ
19. کوره‌باشی
20. کوی فیروز
21. لاک دیزک (لاک دیزج)
22. ملاعلی‌اکبر
23. وزیرآباد

## ادارات و سازمان‌ها
ادارات و سازمان‌های دولتی واقع در غرب تبریز (منطقهٔ ۴) عبارتند از:
1. ادارهٔ کل تعاون، کار و رفاه اجتماعی استان
2. سازمان جهاد کشاورزی استان
3. سازمان خدمات موتوری شهرداری
4. سازمان ورزش
5. شرکت گاز استان
6. شرکت واحد اتوبوسرانی تبریز و حومه
7. شهرداری منطقهٔ ۴